# Erodium chium
Erodium chium é uma espécie de planta com flor pertencente à família Geraniaceae. 
A autoridade científica da espécie é (Burm.f.) Willd., tendo sido publicada em Phytographia 10. 1794.

## Portugal
Trata-se de uma espécie presente no território português, nomeadamente os seguintes táxones infraespecíficos:
- Erodium chium subsp. chium - presente em Portugal Continental e no Arquipélago da Madeira. Em termos de naturalidade é nativa das duas regiões atrás referidas. Não se encontra protegida por legislação portuguesa ou da Comunidade Europeia.
- Erodium chium subsp. littoreum - presente em Portugal Continental. Em termos de naturalidade é nativa da região atrás referida. Não se encontra protegida por legislação portuguesa ou da Comunidade Europeia.